# Poison (canción de Rita Ora)
«Poison» (En español: "Veneno") es una canción de la cantante británica Rita Ora. La canción fue lanzada el 18 de mayo de 2015. El sencillo alcanzó el número 3 en Reino Unido.

## Antecedentes
Desde el lanzamiento de "I Will Never Let You Down", en marzo de 2014, Ora no había lanzado un sencillo en solitario; sin embargo, lo hizo en colaboración con otros artistas (Charli XCX, Iggy Azalea, entre otros). Al comentar acerca de "Poison", Ora Afirmó la importancia del lanzamiento de "la canción correcta" para su primer single en solitario en más de doce meses. Las ofertas de pista con una relación enfermiza y tóxica.

## Video musical
El video musical para acompañar el lanzamiento de "Poison" fue lanzado por primera vez en Vevo el 3 de junio de 2015 con una duración de cuatro minutos y cincuenta y cuatro segundos. Un video adicional fue lanzado para el remix oficial de la canción con Krept y Konan, de hunger TV.

## Actuaciones en directo
Ora interpretó «Poison» por primera vez como parte de sus rutinas para el Big Weekend de BBC Radio 1, celebrado el 24 de mayo de 2015, y posteriormente en el Summertime Ball, el 7 de junio. Ofreció otra actuación en el programa televisivo The Graham Norton Show, que se emitió el 26 de junio. Christina Lee, del medio Idolator, escribió que, cuando está en vivo, la «potente voz [de Ora] es más pronunciada, al punto que suena como si se tomara seriamente el asunto en cuestión». Ora interpretó «Poison» en el afamado club nocturno G-A-Y el día del orgullo de Londres, el 28 de junio de 2015; se envolvió en una bandera de arcoíris durante el performance en un guiño al festival. Ese mismo día, interpretó la remezcla de Zdot con Krept and Konan como parte de su repertorio musical para el Wireless Festival. Posteriormente, el 4 de julio, Ora promovió «Poison» con una actuación en The John Bishop Show.

## Posicionamiento en listas

### Semanales
| Listas (2015)                               | Posiciones |
| ------------------------------------------- | ---------- |
| Australia (ARIA)                            | 30         |
| Bélgica (Flandes) (Ultratip Bubbling Under) | 58         |
| Irlanda (IRMA)                              | 18         |
| Escocia (Scottish Singles Sales Chart)      | 2          |
| Sudáfrica (EMA)                             | 25         |
| Reino Unido (UK Singles Chart)              | 3          |

### Certificaciones
| País        | Organismo certificador | Certificación | Simbolización | Ref.   |
| ----------- | ---------------------- | ------------- | ------------- | ------ |
| Australia   | ARIA                   | Oro           | ●             | [ 14 ] |
| Reino Unido | BPI                    | Plata         |               | [ 15 ] |